# Franziska Weisz

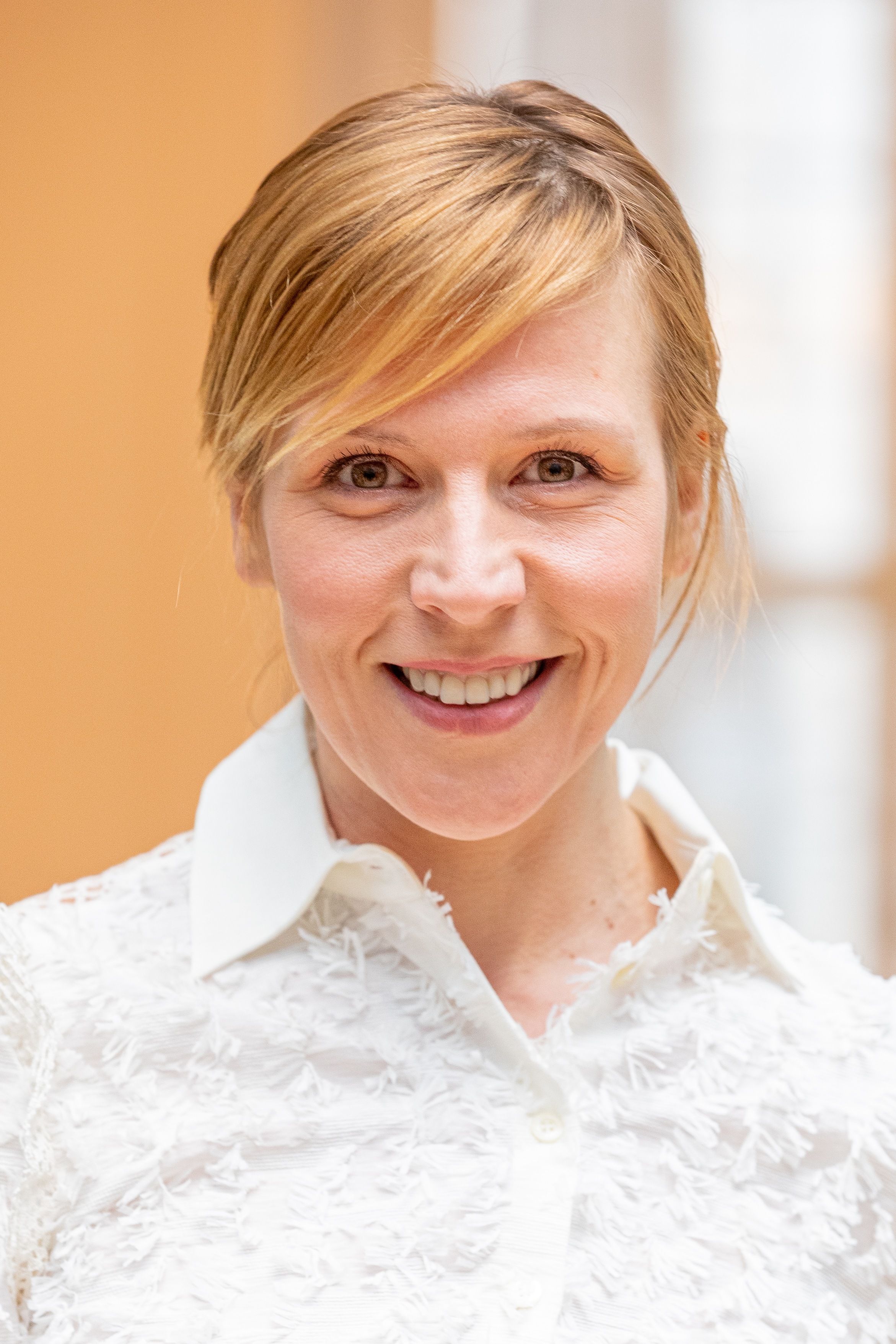
Franziska Weisz, 2020

Franziska Weisz (* 4. Mai 1980 in Wien) ist eine österreichische Filmschauspielerin.

## Leben

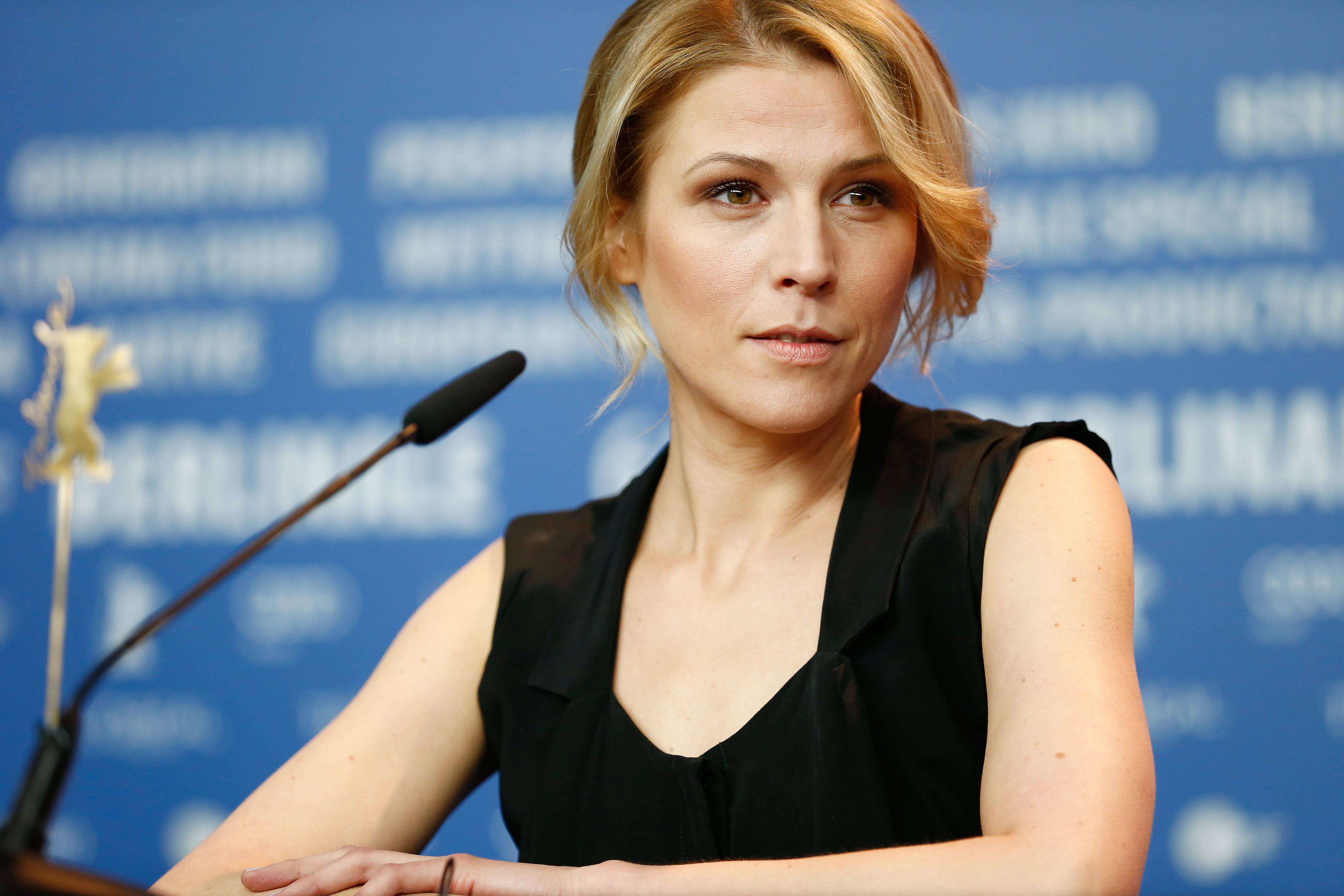
Franziska Weisz auf der Berlinale 2014

Franziska Weisz (manchmal auch Franziska Weiss oder Weiß) wuchs in Breitenfurt bei Wien auf. Ihr Vater war Busfahrer, Taxiunternehmer und Fahrlehrer, ihre Mutter hatte Wirtschaft studiert.
Nach der Matura am Bundesrealgymnasium in Perchtoldsdorf bei Wien 1998 begann sie ein Studium der Betriebswirtschaftslehre an der Universität Wien. Als Schauspielerin eher zufällig entdeckt wurde sie 1999 vom österreichischen Regisseur Ulrich Seidl für seinen Film Hundstage, in dem sie die Rolle der Klaudia spielte. Nach den Dreharbeiten begann sie ein Studium der International Relations and Media in England, zunächst an der De Montfort University in Leicester und später am King’s College in London, das sie mit einem Master Degree in Development and Environment abschloss. Bereits während des Studiums nahm sie immer wieder Rollen in Film- und Fernsehproduktionen an und konzentriert sich heute hauptsächlich auf ihre Schauspielkarriere. Bei der Berlinale 2005 erhielt sie die Auszeichnung Shooting Star für ihre Rolle im Film Hotel. 2010 lief der Film Der Räuber, in dem sie mit Andreas Lust die Hauptrolle spielt, im Berlinale-Wettbewerb. 2014 lief der Film Kreuzweg mit ihr in der zweiten Hauptrolle im Berlinale-Wettbewerb. Weisz übernahm 2015 als Nachfolgerin von Petra Schmidt-Schaller die Rolle als Tatort-Kommissarin an der Seite von Wotan Wilke Möhring. Im September 2023 wurde bekannt gegeben, dass Weisz die Krimireihe nach dem 13. Film verlassen wird.
2022 war sie in der österreichischen Fernsehserie Tage, die es nicht gab an der Seite von Diana Amft, Jasmin Gerat und Franziska Hackl zu sehen. Die Serie wurde 2023 in Deutschland veröffentlicht.

### Privates

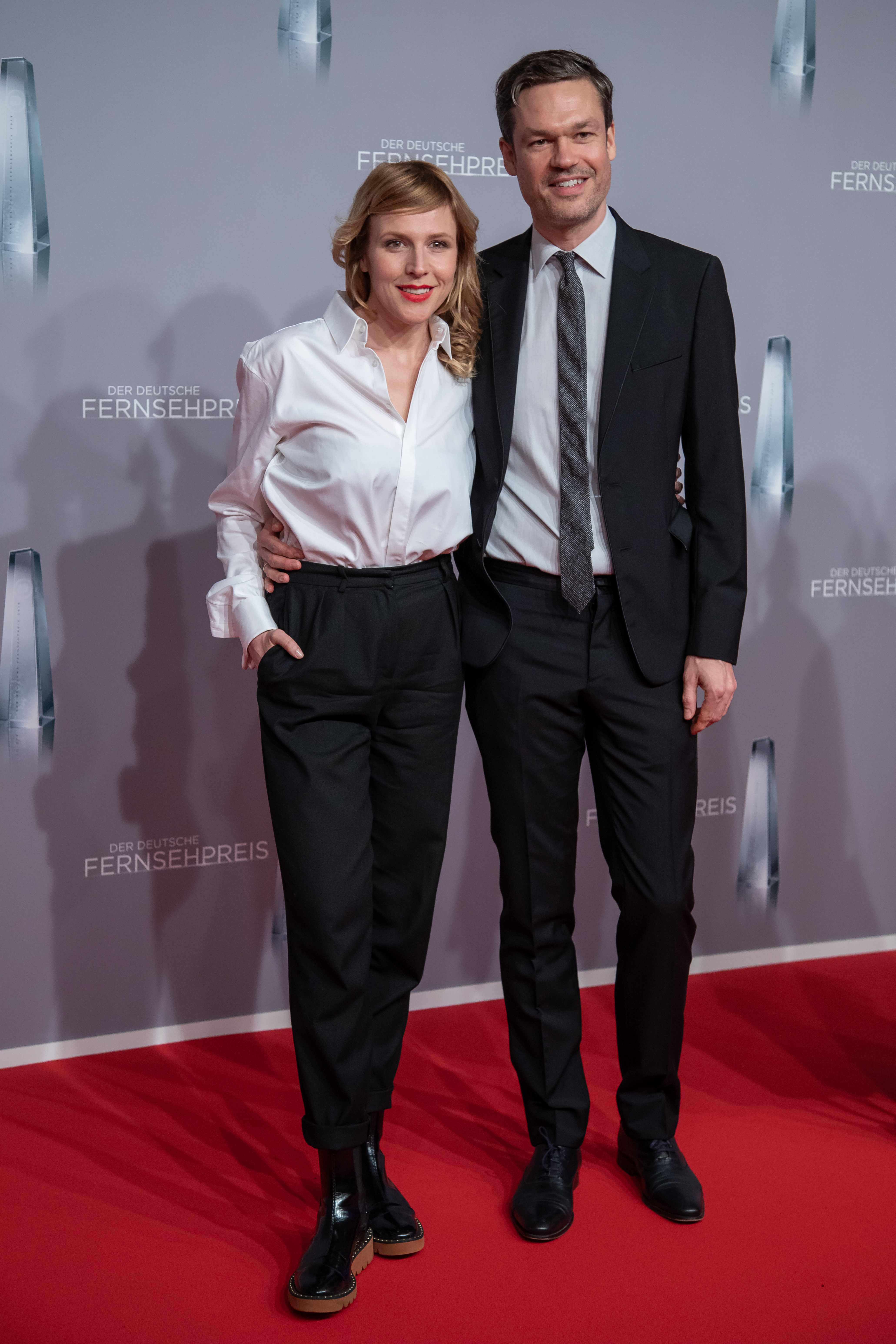
Franziska Weisz mit Felix Herzogenrath beim Deutschen Fernsehpreis 2019

2015 heiratete sie den Regisseur Felix Herzogenrath, den sie 2012 bei Dreharbeiten zur ZDF-Serie Die Bergretter kennengelernt hatte.

## Filmografie

### Kino
- 2001: Hundstage – Regie: Ulrich Seidl
- 2001: Die Klavierspielerin – Regie: Michael Haneke
- 2002: In Liebe vereint – Regie: Holger Barthel
- 2004: Basta – Rotwein oder Totsein (C(r)ook) – Regie: Pepe Danquart
- 2004: Hotel – Regie: Jessica Hausner
- 2005: Praterstern – Regie: Marvin Kren
- 2006: Diebe – Regie: Thomas Christian Eichtinger
- 2006: Abgenabelt (Kurzfilm) – Regie: Stefan Wolner
- 2006: Rendez-Vous (Kurzfilm) – Regie: Leo Bauer
- 2006: Astronauten (Kurzfilm) – Regie: Judith Zdesar
- 2007: Viertelsommer (Kurzfilm) – Regie: Florian Knittel
- 2007: Triangle (Kurzfilm) – Regie: Stefan Wolner
- 2007: Der Lotse – Regie: Nicolai Rohde
- 2008: Der erste Tag – Regie: Andreas Prochaska
- 2008: In 3 Tagen bist du tot 2 – Regie: Andreas Prochaska
- 2009: Das Vaterspiel – Regie: Michael Glawogger
- 2009: Distanz – Regie: Thomas Sieben
- 2009: Ein halbes Leben – Regie: Nikolaus Leytner
- 2009: Habermann – Regie: Juraj Herz
- 2010: Der Räuber – Regie: Benjamin Heisenberg
- 2010: Renn, wenn du kannst – Regie: Dietrich Brüggemann
- 2011: Tage, die bleiben – Regie: Pia Strietmann
- 2012: Tom und Hacke – Regie: Norbert Lechner
- 2012: Unter Frauen – Regie: Hansjörg Thurn
- 2014: Kreuzweg – Regie: Dietrich Brüggemann
- 2016: Hannas schlafende Hunde – Regie: Andreas Gruber
- 2017: Anna Fucking Molnar – Regie: Sabine Derflinger
- 2017: Die Anfängerin – Regie: Alexandra Sell
- 2019: Zwischen uns die Mauer – Regie: Norbert Lechner
- 2019: Ich war noch niemals in New York – Regie: Philipp Stölzl
- 2019: Der Taucher – Regie: Günter Schwaiger
- 2020: Girl Meets Boy (Kurzfilm) – Regie: Ferdinand Arthuber
- 2022: Bibi & Tina – Einfach anders
- 2024: Führer und Verführer

### Fernsehen
- 2002: Julia – Eine ungewöhnliche Frau – Regie: Holger Barthel
- 2002: In Liebe vereint – Regie: Holger Barthel
- 2003: Tatort: Der Wächter der Quelle – Regie: Holger Barthel
- 2004: Vier Frauen und ein Todesfall – Regie: Andreas Prochaska
- 2004: Mein Mörder – Regie: Elisabeth Scharang
- 2005: SOKO Kitzbühel: Das andere Gesicht – Regie: Marcus O. Rosenmüller
- 2006: Mutig in die neuen Zeiten: Nur keine Wellen – Regie: Harald Sicheritz
- 2006: SOKO Donau/SOKO Wien: Blind vor Liebe – Regie: Michael Bielawa
- 2006: Die Geschworene – Regie: Nikolaus Leytner
- 2007: GSG 9 – Ihr Einsatz ist ihr Leben: Paradies – Regie: Hans-Günther Bücking
- 2008: Mutig in die neuen Zeiten: Alles anders – Regie: Harald Sicheritz
- 2008: Puccini – Regie: Giorgio Capitani
- 2011: Restrisiko – Regie: Urs Egger
- 2011: Schandmal – Regie: Thomas Berger
- 2011: Niemand ist eine Insel – Regie: Carlo Rola
- 2011: Großstadtrevier – Sturköpfe – Regie: Jan Růžička
- 2011: Der Chinese – Regie: Peter Keglevic
- 2012: SOKO Donau/SOKO Wien: Ganz unten – Regie: Erhard Riedlsperger
- 2013: Der letzte Bulle (Serie)
- 2013: Janus (Serie)
- 2013: Der zweite Mann – Regie: Christopher Lemke, Philip Nauck
- 2013: Die Bergretter – Tödliches Vertrauen – Regie: Felix Herzogenrath
- 2014: Blutsschwestern/Die Tote in der Berghütte – Regie: Thomas Roth
- 2014: Der Bergdoktor: Schuld – Regie: Felix Herzogenrath
- 2014: Die Fremde und das Dorf – Regie: Peter Keglevic
- 2015: Landkrimi – Kreuz des Südens – Regie: Barbara Eder
- 2015: Homeland – Regie: Seth Mann
- 2016–2024: Tatort → siehe Falke und Grosz
- 2016: Treffen sich zwei – Regie: Ulrike von Ribbeck
- 2016: Die vierte Gewalt – Regie: Brigitte Maria Bertele
- 2016: Ein Geheimnis im Dorf – Schwester und Bruder – Regie: Peter Keglevic
- 2016: Tödliche Gefühle – Regie: Marcus O. Rosenmüller
- 2016: Ich will (k)ein Kind von Dir – Regie: Ingo Rasper
- 2017: Treibjagd im Dorf – Regie: Peter Keglevic
- 2017: Familie mit Hindernissen – Regie: Oliver Schmitz
- 2017: Der Traum von der Neuen Welt – Regie: Kai Christiansen
- 2018: Friesland – Der Blaue Jan – Regie: Marc Rensing
- 2018: Der Staatsfeind (Zweiteiler) – Regie: Felix Herzogenrath
- 2018: Das Joshua-Profil – Regie: Jochen Alexander Freydank
- 2018: Amokspiel – Regie: Oliver Schmitz
- 2019: Balanceakt – Regie: Vivian Naefe
- 2019: Südpol – Regie: Nikolaus Leytner
- 2019: Harter Brocken – Der Geheimcode – Regie: Markus Sehr
- 2020: Bibi & Tina – Die Serie – Regie: Detlev Buck
- 2020: Joko & Klaas gegen ProSieben
- 2021: Sportabzeichen für Anfänger – Regie: Thomas Roth
- 2022: Tage, die es nicht gab (Serie)
- 2023: Der Schwarm (Fernsehserie)
- 2023: Die Flut – Tod am Deich
- 2023: Wer wir sind (Serie) – Regie: Charlotte Rolfes

## Theater
- 2005 Tartuffe von Molière – Regie: Michael Sturminger (Sommerspiele Perchtoldsdorf)
- 2012 Schubert – Eine Winterwanderung in 5 Folgen von Thomas Arzt – Regie: Paul-Georg Dittrich, Rudolf Frey, Gernot Grünewald, Carina Riedl, Julian van Daal (Schauspielhaus Wien)

## Nominierungen und Auszeichnungen
- 2004: Undine Award in der Kategorie Beste jugendliche Schauspielerin in einem Fernsehfilm für In Liebe vereint
- 2005: Romy – nominiert in der Kategorie Beliebtester weiblicher Shootingstar
- 2005: Österreichischer Shooting Star des europäischen Films
- 2005: Undine Award – nominiert in der Kategorie Beste jugendliche Charakterdarstellerin für Hotel
- 2008: Franz Hofer-Preis/Filmhaus Award vom Filmhaus Saarbrücken[9]
- 2010: Diagonale-Schauspielpreis für einen bemerkenswerten Auftritt einer österreichischen Schauspielerin in einem Film (Der Räuber)
- 2021: Blaue Blume Award[10]